# Трансвааль
25° пд. ш. 30° сх. д. / 25° пд. ш. 30° сх. д.

Прапор Трансваалю

Трансвааль (афр. Transvaal, дослівно 'за Ваалем'), колишня провінція ПАР, досі іноді використовується як загальна назва для всього регіону, розташованого між річками Вааль і Лімпопо, тобто північного сходу країни. Площа 283,9 тис. км². В наш час[коли?] територія Трансваалю поділена між провінціями Мпумаланга, Лімпопо і Гаутенг, а також частково Північно-Західною провінцією. Спочатку це основна частина незалежної бурської Південно-Африканської Республіки (Республіки Трансвааль). Після Другої англо-бурської війни 1899—1902 років територія стає Трансваальською колонією, і однією із провінцій-засновників Південно-Африканського Союзу зі регіональною столицею Преторією.

## Історія
Трансвааль був заселений предками сучасних жителів Південної Африки, койсанами, племенами залізної доби, предками сучасних бантумовних народів Південної Африки, такими, як басото, свазі, тсвана, педі, венда, а також трансваальські ндебеле, які заселили цю територію у середині 4 століття нашої ери.

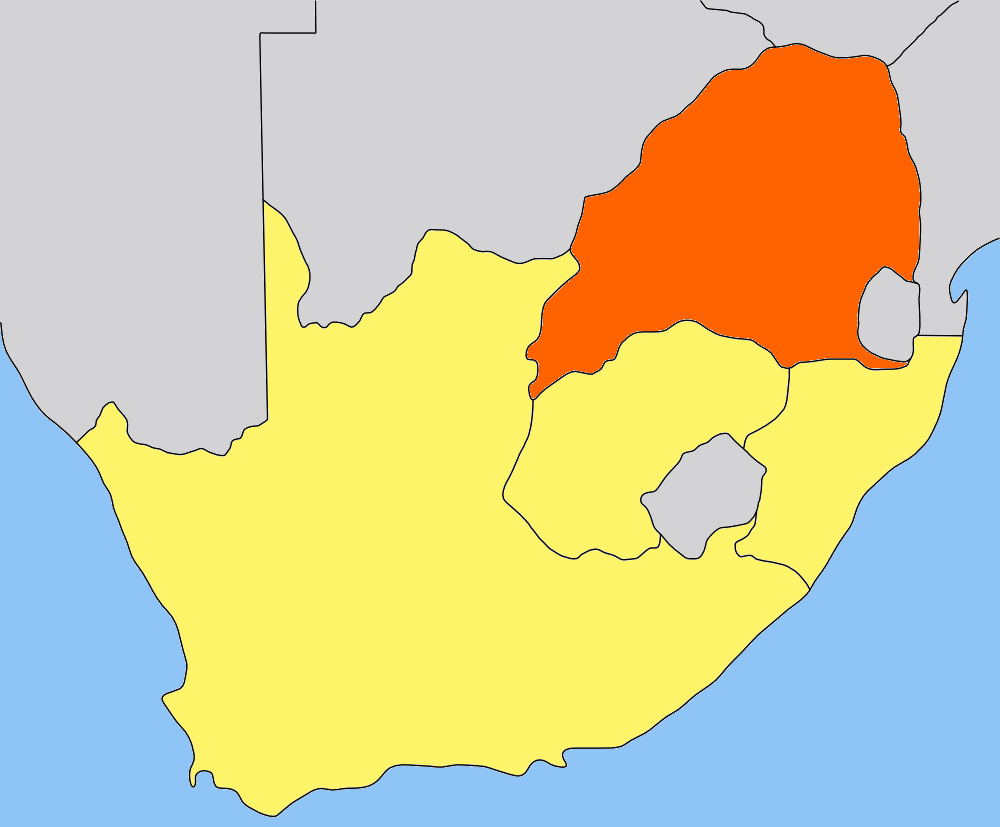
Трансвааль на карті ПАР до 1994 (бантустани не показані)

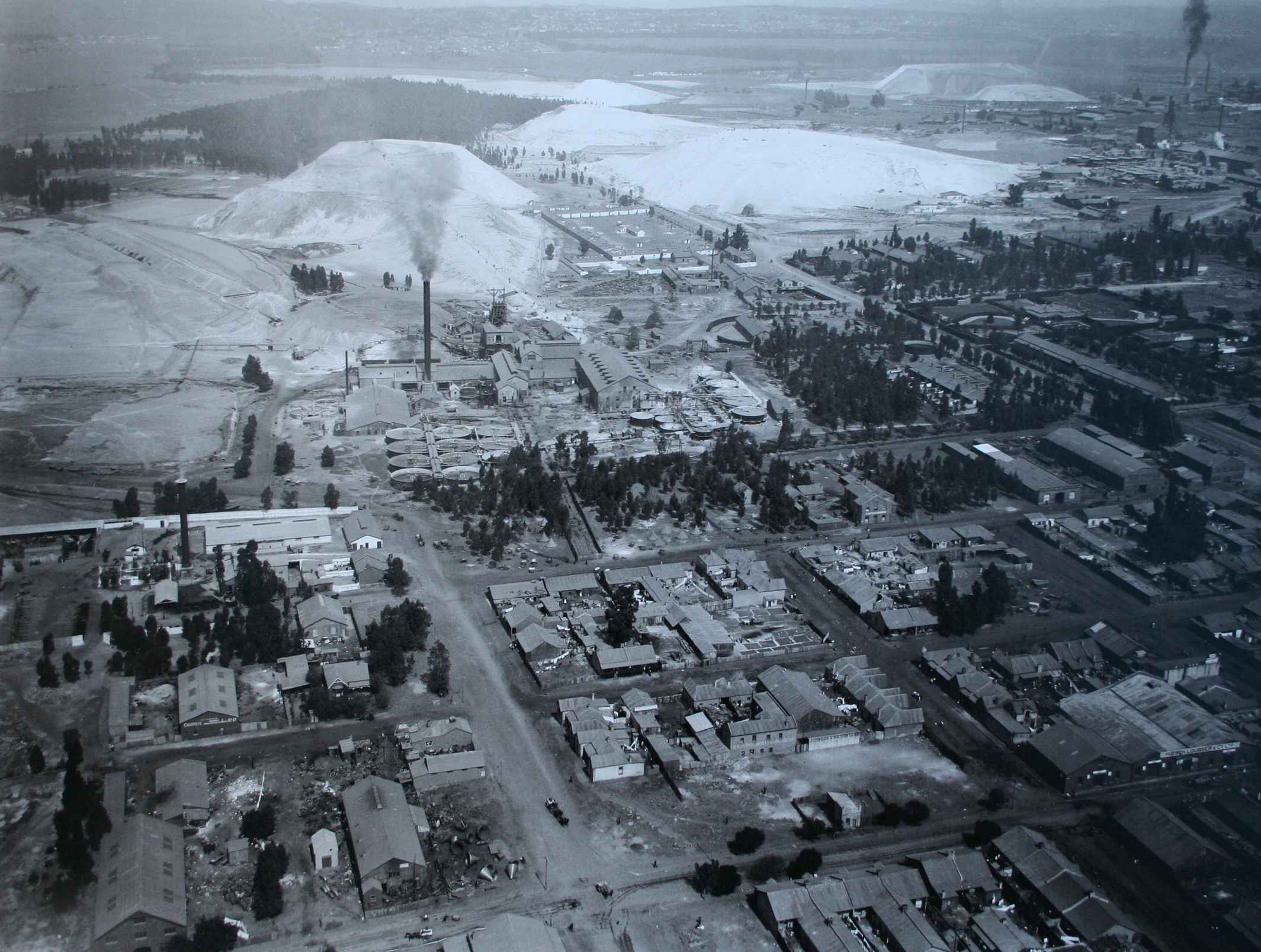
Золоті копальні. Аерофотозйомка зроблена Едуардом Спелтеріні у липні 1911

Колонізація Трансваалю європейцями відбулася в результаті так званого Великого Треку — переселення селян-бурів із захопленої англійцями Капської колонії. Після зіткнення з Мзіліказі, вождем племені Ндебеле, були засновані перші поселення під керівництвом Андріса Хенріка Потгітера. У 1848 південну частину Трансваалю зайняли поселенці Андріса Преторіуса. 17 січня 1852 британці визнали незалежність заснованої Преторіусом Південно-Африканської республіки.
У 1877 Британія приєднала Південноафриканську республіку під приводом «захисту» білих бурів від чорношкірих зулусів; заодно держава, за твердженнями британців, була врятована від фінансового краху. Після Першої англо-бурської війни 1880—1881 Трансвааль знову став незалежним.
У 1885 на Вітватерсранді відкриті величезні поклади золота, що призвело до швидкого зростання Йоганнесбурга й інших міст, а також притоку шукачів золота з-за кордону. Права цих людей, відомих як ойтландери, були серйозно обмежені законами Південно-Африканської республіки; саме це послугувало приводом оголошення Британією Другої англо-бурської війни 1899—1902. Після ряду успішних для бурів боїв британські війська здобули перемогу. Президент Трансваалю Поль Крюгер виїхав за кордон.
У 1900 Трансвааль став частиною Британської імперії, у 1910 увійшов до складу Південно-Африканського Союзу.
Після утворення Південно-Африканської Республіки і введення апартеїду на терені Трансваалю утворені кілька бантустанів, тобто територій, призначених для проживання чорношкірого населення. У Трансваалі знаходилися бантустани Лебоуа, Венда, Газанкулу, Кангване, Квандебеле і частково Бопутатсвана. Венда та Бопутатствана проголошені незалежними, що, однак, не було визнано жодним урядом, крім власного південноафриканського.
У Трансваалі перебувала Преторія, одна зі столиць ПАР; вона ж і була центром провінції. Економічний район Преторія-Вітватерсранд-Ференіхінг був і залишається головним центром південноафриканської економіки.
Після реорганізації адміністративного устрою країни у 1994 провінція Трансвааль припинила існування, проте ця назва досі широко поширена (так, Верховний Суд ПАР досі оперує цим поняттям).